# Georges Coquelle
Georges Coquelle ou Georges Coquelle-Viance, né le 20 septembre 1884 dans le 1er arrondissement de Paris et mort le 31 janvier 1940 dans la même ville, est un journaliste corporatiste et royaliste français.

## Biographie
Il naît le 20 septembre 1884 dans le 1er arrondissement de Paris.
Ancien élève de l'École des Ponts et Chaussées, Georges Coquelle est un fervent lecteur de saint Thomas d'Aquin.
Durant la Première Guerre mondiale, il est mobilisé le 2 août 1914 comme sergent dans un bataillon de chasseurs à pied. Il se bat à Ypres, devient sous-lieutenant et reçoit la croix de guerre. Blessé, il est envoyé en mission en Russie où il assiste au début de la révolution russe.
Après la guerre, il se rapproche de l'Action française et se voit confier la création de L'Action française du dimanche.
En 1921, il reçoit le prix Fabien de l'Académie française pour son livre Intelligence et production coécrit avec Georges Valois.
Il fonde avec ce dernier la Confédération de l'intelligence et de la production française dont il devient le secrétaire général et créé ensuite le périodique La Production française,.
Georges Coquelle récuse l'idée d'un syndicalisme obligatoire,.
En 1938, Georges Coquelle estime que les syndicats doivent précéder les corporations comme instrument de transit vers un nouveau système. Il refuse l'idée de puiser dans le fascisme pour développer les idées du corporatisme français.
Néanmoins, il apprécie les politiques corporatistes appliquées en Autriche et au Portugal.
En 1936, il fonde l'association Libertés corporatives.
Lors de son décès, il est alors secrétaire général de la Fédération nationale catholique,

## Distinctions
Croix de guerre 1914–1918

## Œuvres
- 1928 : La Fédération nationale catholique et les assurances sociales
- 1930 : L'action catholique de France
- 1932 : Bibliothèque d'études catholiques et sociales comme directeur de publication
- 1932 : Force et misère du socialisme
- 1932 : Montmartre
- 1933 : Les Bonnes lectures comme éditeur scientifique
- 1933 : La Révolution ou la guerre ?
- 1934 : Préface à une réforme de l'État
- 1934 : La France veut un chef
- 1935 : Préface de L'U.R.S.S. dans le monde de Jean Marquès-Rivière
- 1935 : Annonciation
- 1936 : Restauration corporative de la nation française
- 1936 : Études philosophiques et religieuses comme directeur de publication
- 1936 : Bibliothèque d'études sociales comme directeur de publication
- 1936 : Faillite du communisme soviétique
- 1937 : Libertés corporatives et unité nationale
- 1937 : Préface de La société et l'État de Marie-Benoît Schwalm
- 1938 : Démocratie, dictature et corporatisme
- 1939 : Un ordre corporatif français
- 1939 : La Fédération nationale catholique, son passé, son avenir